# Opération Friction
 (mai 2018).
Si vous disposez d'ouvrages ou d'articles de référence ou si vous connaissez des sites web de qualité traitant du thème abordé ici, merci de compléter l'article en donnant les références utiles à sa vérifiabilité et en les liant à la section « Notes et références ».
Guerre du Golfe
L'opération Friction était une opération militaire des Forces armées canadiennes menée en 1991 au cours de la guerre du Golfe. Les Forces canadiennes n'ont subi aucune perte au cours de ce conflit.

## Histoire
L'opération Friction a commencé avec le Commandement maritime qui envoya deux destroyers, le NCSM Terra Nova et le NCSM Athabaskan, appuyer les Nations unies afin de faire appliquer l'embargo commercial contre l'Irak. Le NCSM Protecteur, un navire de ravitaillement, a également été déployé afin d'appuyer les deux destroyers, fournir du commandement et contrôle et prodiguer des services médicaux en mer à la petite force opérationnelle qui opérait dans le golfe Persique, le détroit d'Ormuz et le golfe d'Oman.
À la suite de l'autorisation des Nations unies d'utiliser la force militaire pour forcer le retrait de l'Irak des territoires occupés au Koweït, le Commandement aérien déploya deux escadrons de CF-18 Hornet avec le personnel de soutien provenant de la BFC Baden–Soellingen (en) en Allemagne à une base temporaire au Qatar. Le Commandement mobile envoya également un grand hôpital de campagne au Qatar afin de prendre en charge les blessés de la guerre au sol prévue.
Au cours de la guerre du Golfe, les escadrons de CF-18 canadiens étaient intégrés avec les ressources aériennes de la coalition et servaient à effectuer des patrouilles aériennes de combat ainsi qu'à mener des attaques contre des cibles au sol et en mer. Il s'agissait de la première fois depuis la guerre de Corée que les forces militaires canadiennes participèrent à des opérations de combat offensives.
En somme, d'août 1990 à février 1991, environ 4 500 soldats des Forces armées canadiennes ont été déployés au golfe Persique atteignant un maximum de 2 700 soldats lors de la guerre du Golfe en janvier 1991. Le Canada ne connut aucune perte au cours de ce conflit.